# 안정현
안정현(安貞炫, 1950년 3월 6일 ~ )는 대한민국의 성우이다. 1968년 MBC에 입사했으며, 현재는 MBC 3기이다. 문화방송 성우극회 소속.

## 주요 출연작품

### 애니메이션
- 그레이트 마징가 (KBS) - 숙이
- 신밧드의 모험 (KBS)
- 별나라 요술공주 (KBS) - 왈숙이
- 은하철도 999 (MBC) - 크레아
- 개구쟁이 죠디 (MBC)
- 날으는 전함 브이호 (MBC)
- 시골소녀 폴리아나 (MBC)
- 사파이어 왕자 (MBC) - 쵸피
- 목장의 소녀 캐트리 (MBC)
- 태양소년 에스테반 (MBC) - 타오
- 유령대소동 (MBC)
- 파랑새 (MBC)
- 고바리안 (MBC) - 피케
- 메칸더V (MBC)
- 톰소여의 모험 (MBC) - 톰 소여
- 피터팬의 모험 (MBC) - 토틀즈
- 어린이 명작동화 (MBC)
- 무적고양이 팬텀 (MBC)
- 세계명작만화 (MBC)
- 사랑의 큐피드 (MBC) - 아르테미스
- 천재소년 지미 뉴트론 (MBC) - 파울 선생님
- 햄스터 클럽 (MBC)
- 펭킹 라이킹 (MBC) - 돌킹
- 소공녀 세라 (MBC) - 제시 / 도날드 / 빵가게 아줌마
- 들장미소녀 캔디 (MBC)
- 우주보안관 장고 (MBC)
- 컴퓨터 형사 가제트 (MBC)
- 용감한 죠리 (MBC)
- 말괄량이 뱁스 (MBC) - 맥스
- 요술천사 꽃분이 (MBC)
- 그로이저X (MBC)
- 서부소년 차돌이 (MBC)
- 아이들의 장난감 (애니원) - 코모 / 안경순 선생님 / 예리 엄마
- 포코냥 (챔프) - 포코냥
- 더그의 일기 (투니버스) - 스키터
- 하트캐치 프리큐어! (대원방송) - 향기 (하나사키 카오루코/큐어 플라워) / 송희준 (미우라 아키라)

### 애니메이션 영화
- 머털도사 (MBC) - 머털이
  - 머털도사와 108 요괴 (MBC) - 머털이
  - 머털도사와 또매 (MBC) - 머털이
- 독고탁의 비둘기 합창 (MBC) - 고걸구
- 꿀벌의 친구 (MBC)
- 도단이 (MBC)
- 소닉 더 헤지호그 OVA - 너클즈 더 에키드나
- 장독대 (MBC)
- 우주 불새 (MBC) - 핀초
- 우주탐사 2100년 (MBC) - 미셸

### 영화
- 집으로 가는 길 (MBC) - 할머니
- 구니스 (MBC) - 마우스 (코리 펠드먼)
- 아담스 패밀리 (MBC) - 할머니 (주디스 말리나)
  - 아담스 패밀리2 (MBC) - 할머니 (주디스 말리나)
- 머나먼 여정 (MBC) - 선생님(도로시 로버츠)
- 솔드 아웃 (SBS)
- 에버 애프터 (MBC) - 하녀
- 클루리스 (MBC) - 루시 아줌마 (에이다 리너레스)
- 큐브 2 (SBS) - 페일리 (바바라 고든)
- 겜블 (MBC)
- 나이아가라 연쇄 살인사건 (MBC)
- 어댑테이션 (MBC)
- 위험한 정사 (MBC)
- 겨울 전쟁 (MBC)
- 프렌치 키스 (SBS)
- 사랑과 영혼 (MBC)
- 메트로 (SBS)
- 나의 그리스식 웨딩 (SBS) - 해리엇 (피오나 레이드)
- 포레스트 검프 (MBC)
- 미녀 삼총사 2 (SBS) - 원장수녀 (캐리 피셔)
- 뮤리엘의 웨딩 (MBC)
- 어느 멋진 날 (MBC)
- 스타키드 (MBC) - 터보
- 단테스 피크 (SBS)
- 프랑켄슈타인 (MBC)
- 매드맥스 (SBS)
- 타임머신 (SBS) - 워칫 부인 (필리다 로우)
- 세 남자와 아기 바구니 : 18년 후 (SBS) - 줄리 (리네 르노) 외
- 쓰나미 (SBS)
- 더 퀸 (MBC)
- 미시시피 버닝 (MBC)
- 휴먼 스테인 (SBS) - 도로시(애나 데버 스미스)
- 탄생 (MBC) - 애나의 엄마(로런 버콜)
- 테이킹 라이브즈 (SBS) - 레베카(제나 롤런즈)
- 훌라 걸스 (MBC) - 타니카와 치요 (후지 스미코)
- 노인과 바다 (MBC)
- E.T. (MBC)
- 퍼펙트 웨딩 (SBS) - 거트루드 (일레인 스트리치)
- 나이트 플라이트 (SBS) - 항공 손님(안젤라 패튼)
- 제니, 주노 - 유치원 선생님1(배우로 출연)
- 봄날은 간다 - 성우1(배우로 출연)
- 여인의 향기 (MBC)
- 안토니아스 라인 (MBC)
- 미세스 다웃파이어 (MBC) - 프랭크 엄마
- 7인의 신부 (MBC)
- 노인과 바다 (MBC)
- 별이 된 소년 (MBC)
- 셰인 (MBC)
- 종착역 (MBC)
- 석양의 건맨 (MBC) - 페르난도(안토니토 루이즈)
- 언제나 마음은 태양 (MBC) - 키트리지(패트리샤 루트레지) / 조세프의 엄마(리타 웹)
- 에이스 벤츄라 (SBS)
- 소돔과 고모라 (MBC) - 말릭(지오반나 갈레티)
- 중년의 함정 (MBC) - 데비(잔디 스완슨)
- E.T.  (MBC) - 그레그(K. C. 마르텔)

### 외화
- 아빠는 멋쟁이 (MBC) - 리키
- 아들과 딸들 (MBC) - 니콜라스
- 꽃보다 남자 (MBC) - 아이사의 어머니

### 방송
- 모여라 꿈동산 (MBC)
- 88올림픽 (MBC)
- 뽀뽀뽀 (MBC)